# Беленьковы
Беленьковы (также писались Беленковы) — старинный русский дворянский род.
Дворянский род этой фамилии со временем разделился на несколько отдельных самостоятельных ветвей:
1. Первая ветвь рода Беленьковых, родоначальником которой стал Пётр Григорьевич Беленьков (испомещенный в 1679 году населённым имением) была внесена Герольдией Правительствующего Сената в VI часть дворянской родословной книги Тульской губернии Российской империи[1].
2. От вёрстанного поместьем в 1617 году Бориса Беленькова происходит вторая ветвь этого рода[1].
3. Третья ветвь рода Беленьковых, восходит ко второй половине XVI века и ведёт своё начало от Селянина Ивановича. Эта ветвь была вписана в VI часть дворянской родословной книги Тульской губернии России, однако Герольдия Правительствующего Сената отказалась утвердить их в древнем (столбовом) дворянстве[1][2].